# Daegaya

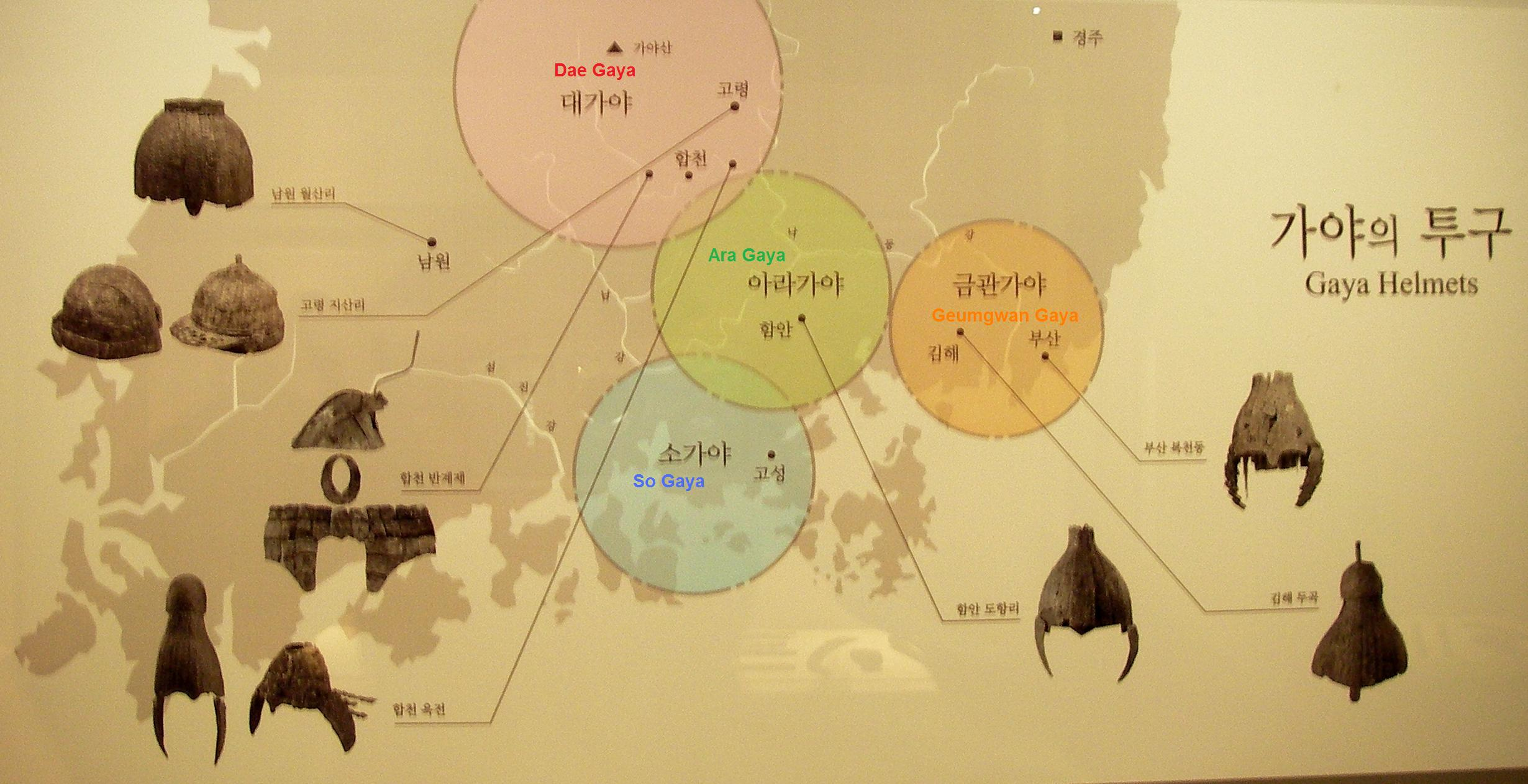
Lage von Daegaya (rosa)

Daegaya („Groß-Gaya“) war ein Staat der Gaya-Föderation im mittleren Süden der Koreanischen Halbinsel.
Daegaya war stark landwirtschaftlich geprägt und hatte bis zum Machtverlust Geumgwan Gayas kaum eine Metallwirtschaft entwickelt. Erst im Zuge des Führungwechsels innerhalb der Gaya-Föderation von Geumgwan Gaya zu Daegaya entstanden Eisenbergwerke und Verarbeitungsstätten.
Im Jahr 562 wurde Gaya und damit auch Daegaya von Silla erobert.